# Brzuze (gmina)
Pour la localité, voir Brzuze.
Brzuze est une gmina rurale du powiat de Rypin, Couïavie-Poméranie, dans le centre-nord de la Pologne. Son siège est le village de Brzuze, qui se situe environ 10 km au sud-ouest de Rypin et 47 km à l'est de Toruń.
La gmina couvre une superficie de 86,25 km2 pour une population de 5 368 habitants.

## Géographie
Chrostkowo, Radomin, Rogowo, Rypin, Wąpielsk, Zbójno